# Bahnstrecke Brunswick–Farmington
| Gesellschaft: | PAR                  |                                                   |                                                   |
| Streckenlänge: | 100,9 km             |                                                   |                                                   |
| Spurweite: | 1435 mm (Normalspur) |                                                   |                                                   |
| |                      |                                                   |                                                   |
| Gleise: | 1                    |                                                   |                                                   |
| \| \| \| \| \| \| \| \| Strecke von Rockland \| \| \| \| 0,0 \| Brunswick ME \| Brunswick ME \| \| \| \| Strecke nach Portland \| \| \| \| \| Androscoggin River \| \| \| \| 5 \| Topsham ME \| Topsham ME \| \| \| \| Interstate 295 \| \| \| \| 7,4 \| Pejepscot Mills ME (früher Pejepscot) \| Pejepscot Mills ME (früher Pejepscot) \| \| \| \| Simpson's ME \| \| \| \| 13,2 \| Lisbon Falls ME \| Lisbon Falls ME \| \| \| \| Sabattus River \| \| \| \| 18,8 \| Lisbon ME \| Lisbon ME \| \| \| 23,8 \| Crowleys Junction ME (früher Crowleys) \| Crowleys Junction ME (früher Crowleys) \| \| \| \| nach Lewiston Lower \| \| \| \| \| Interstate 95 \| \| \| \| \| Sabattus River \| \| \| \| 30,7 \| Sabattus ME (früher Sabattusville) \| Sabattus ME (früher Sabattusville) \| \| \| 33,0 \| Golders ME \| Golders ME \| \| \| 38,6 \| Wales ME \| Wales ME \| \| \| 42,0 0,0 \| Leeds Junction ME \| Leeds Junction ME \| \| \| \| Strecke Cumberland Center–Bangor \| \| \| \| \| Verbindungsgleis von Cumberland \| \| \| \| \| Verbindungsgleis von Bangor \| \| \| \| 2,9 \| Libbys Pit ME (früher Highmoor) \| Libbys Pit ME (früher Highmoor) \| \| \| 7,1 \| Curtis Corner ME \| Curtis Corner ME \| \| \| 11,8 \| Centraltown (früher Leeds, Leeds Center) \| Centraltown (früher Leeds, Leeds Center) \| \| \| \| Androscoggin River \| \| \| \| 13,5 \| Androscoggin ME (früher Dead River, Wayne Pond) \| Androscoggin ME (früher Dead River, Wayne Pond) \| \| \| 16,3 \| Littleboro ME (früher North Leeds) \| Littleboro ME (früher North Leeds) \| \| \| 19,8 \| Stricklands ME (früher Stricklands Ferry) \| Stricklands ME (früher Stricklands Ferry) \| \| \| 24,1 \| Norlands ME (früher East Livermore) \| Norlands ME (früher East Livermore) \| \| \| 31 \| Shuy ME \| Shuy ME \| \| \| 32,5 \| Livermore Falls ME \| Livermore Falls ME \| \| \| \| Bahnstrecke Canton–Livermore Falls \| \| \| \| 36,1 \| The Bridge ME (früher Jay) \| The Bridge ME (früher Jay) \| \| \| 41,5 \| North Jay ME \| North Jay ME \| \| \| 47,3 \| Wilton ME \| Wilton ME \| \| \| 51,0 \| Tyngston ME (früher East Wilton) \| Tyngston ME (früher East Wilton) \| \| \| 57,8 \| Westville ME (früher West Farmington) \| Westville ME (früher West Farmington) \| \| \| \| Sandy River \| \| \| \| \| Bahnstrecke Farmington–Marbles (Spurweite 610 mm) \| \| \| \| 58,9 \| Farmington ME \| Farmington ME \| |                      |                                                   |                                                   |
| |                      |                                                   |                                                   |
| Strecke |                      | Strecke von Rockland                              | Strecke von Rockland                              |
| ehemaliger Bahnhof | 0,0                  | Brunswick ME                                      | Brunswick ME                                      |
| Abzweig geradeaus, nach links und von links |                      | Strecke nach Portland                             | Strecke nach Portland                             |
| Brücke über Wasserlauf |                      | Androscoggin River                                | Androscoggin River                                |
| ehemaliger Haltepunkt / Haltestelle | 5                    | Topsham ME                                        | Topsham ME                                        |
| Strecke mit Straßenbrücke |                      | Interstate 295                                    | Interstate 295                                    |
| Dienststation / Betriebs- oder Güterbahnhof | 7,4                  | Pejepscot Mills ME (früher Pejepscot)             | Pejepscot Mills ME (früher Pejepscot)             |
| ehemaliger Haltepunkt / Haltestelle |                      | Simpson's ME                                      | Simpson's ME                                      |
| Dienststation / Betriebs- oder Güterbahnhof | 13,2                 | Lisbon Falls ME                                   | Lisbon Falls ME                                   |
| Brücke über Wasserlauf |                      | Sabattus River                                    | Sabattus River                                    |
| Dienststation / Betriebs- oder Güterbahnhof | 18,8                 | Lisbon ME                                         | Lisbon ME                                         |
| ehemaliger Bahnhof | 23,8                 | Crowleys Junction ME (früher Crowleys)            | Crowleys Junction ME (früher Crowleys)            |
| Abzweig ehemals geradeaus, nach links und ehemals von links |                      | nach Lewiston Lower                               | nach Lewiston Lower                               |
| Strecke (außer Betrieb) (im Tunnel) |                      | Interstate 95                                     | Interstate 95                                     |
| Brücke über Wasserlauf (Strecke außer Betrieb) |                      | Sabattus River                                    | Sabattus River                                    |
| Bahnhof (Strecke außer Betrieb) | 30,7                 | Sabattus ME (früher Sabattusville)                | Sabattus ME (früher Sabattusville)                |
| Haltepunkt / Haltestelle (Strecke außer Betrieb) | 33,0                 | Golders ME                                        | Golders ME                                        |
| Haltepunkt / Haltestelle (Strecke außer Betrieb) | 38,6                 | Wales ME                                          | Wales ME                                          |
| Bahnhof (Strecke außer Betrieb) | 42,0 0,0             | Leeds Junction ME                                 | Leeds Junction ME                                 |
| Kreuzung (Strecke geradeaus außer Betrieb) |                      | Strecke Cumberland Center–Bangor                  | Strecke Cumberland Center–Bangor                  |
| Abzweig ehemals geradeaus und von links |                      | Verbindungsgleis von Cumberland                   | Verbindungsgleis von Cumberland                   |
| Abzweig geradeaus und von rechts |                      | Verbindungsgleis von Bangor                       | Verbindungsgleis von Bangor                       |
| Dienststation / Betriebs- oder Güterbahnhof | 2,9                  | Libbys Pit ME (früher Highmoor)                   | Libbys Pit ME (früher Highmoor)                   |
| ehemaliger Haltepunkt / Haltestelle | 7,1                  | Curtis Corner ME                                  | Curtis Corner ME                                  |
| Dienststation / Betriebs- oder Güterbahnhof | 11,8                 | Centraltown (früher Leeds, Leeds Center)          | Centraltown (früher Leeds, Leeds Center)          |
| Brücke über Wasserlauf |                      | Androscoggin River                                | Androscoggin River                                |
| ehemaliger Haltepunkt / Haltestelle | 13,5                 | Androscoggin ME (früher Dead River, Wayne Pond)   | Androscoggin ME (früher Dead River, Wayne Pond)   |
| Dienststation / Betriebs- oder Güterbahnhof | 16,3                 | Littleboro ME (früher North Leeds)                | Littleboro ME (früher North Leeds)                |
| Dienststation / Betriebs- oder Güterbahnhof | 19,8                 | Stricklands ME (früher Stricklands Ferry)         | Stricklands ME (früher Stricklands Ferry)         |
| ehemaliger Bahnhof | 24,1                 | Norlands ME (früher East Livermore)               | Norlands ME (früher East Livermore)               |
| ehemaliger Haltepunkt / Haltestelle | 31                   | Shuy ME                                           | Shuy ME                                           |
| Dienststation / Betriebs- oder Güterbahnhof | 32,5                 | Livermore Falls ME                                | Livermore Falls ME                                |
| Abzweig ehemals geradeaus und nach links |                      | Bahnstrecke Canton–Livermore Falls                | Bahnstrecke Canton–Livermore Falls                |
| Bahnhof (Strecke außer Betrieb) | 36,1                 | The Bridge ME (früher Jay)                        | The Bridge ME (früher Jay)                        |
| Haltepunkt / Haltestelle (Strecke außer Betrieb) | 41,5                 | North Jay ME                                      | North Jay ME                                      |
| Bahnhof (Strecke außer Betrieb) | 47,3                 | Wilton ME                                         | Wilton ME                                         |
| Bahnhof (Strecke außer Betrieb) | 51,0                 | Tyngston ME (früher East Wilton)                  | Tyngston ME (früher East Wilton)                  |
| Bahnhof (Strecke außer Betrieb) | 57,8                 | Westville ME (früher West Farmington)             | Westville ME (früher West Farmington)             |
| Brücke über Wasserlauf (Strecke außer Betrieb) |                      | Sandy River                                       | Sandy River                                       |
| Abzweig geradeaus und von links (Strecke außer Betrieb) |                      | Bahnstrecke Farmington–Marbles (Spurweite 610 mm) | Bahnstrecke Farmington–Marbles (Spurweite 610 mm) |
| Kopfbahnhof Streckenende (Strecke außer Betrieb) | 58,9                 | Farmington ME                                     | Farmington ME                                     |

Die Bahnstrecke Brunswick–Farmington ist eine Eisenbahnstrecke in Maine (Vereinigte Staaten). Sie ist 100,9 Kilometer lang. Die normalspurige Strecke wird heute teilweise durch die Pan Am Railways im Güterverkehr betrieben. Zwischen Crowleys Junction und Leeds Junction sowie nördlich von Livermore Falls ist die Strecke stillgelegt.

## Geschichte
Nach dem Baubeginn der Bahnstrecke Cumberland Center–Bangor entstand der Wunsch, einige Gemeinden nördlich von Leeds an diese Bahnstrecke anzuschließen. Zu diesem Zweck wurde 1848 die Androscoggin Railroad Company gegründet. Die neue Bahn sollte am Bahnhof Leeds, später Leeds Junction, von der Hauptstrecke abzweigen und nordwärts bis Farmington am Sandy River führen. Wie die Hauptstrecke wurde auch die Zweigbahn in Kolonialspur (1676 mm) gebaut. Im Dezember 1852 war die Strecke bis Livermore Falls befahrbar, North Jay war 1856 erreicht, East Wilton 1857 und Farmington schließlich im Juni 1859.
Die Androscoggin and Kennebec Railroad, die die Hauptstrecke in Richtung Portland betrieb und sämtliche Güter, die entlang der Androscoggin Railroad verladen wurden, übernahm, verlangte horrende Umladegebühren. Die Mitbenutzung der Strecke durch Fahrzeuge der Androscoggin Railroad wurde verweigert. Aus diesem Grund baute die Androscoggin Railroad eine eigene Eisenbahnstrecke nach Süden. Sie sollte in Brunswick an die Hauptstrecke der Kennebec and Portland Railroad anschließen. Da diese normalspurig war, baute man auch diese Verlängerungsstrecke in Normalspur. Sie wurde 1861 eröffnet. Die Güter wurden nun von der breitspurigen Strecke aus Farmington in Leeds Junction umgeladen und über Brunswick nach Portland transportiert. 
Die Androscoggin&Kennebec versuchte nun, per Gerichtsbeschluss die Umspurung der Strecke nach Farmington zu verhindern. Jedoch spurte die Androscoggin Railroad die Strecke noch 1861 an einem Tag um, ohne den Gerichtsbeschluss abzuwarten. Erst 1864 erkannte der Oberste Gerichtshof des Staates Maine die Umspurung als rechtmäßig an. Die Strecke nördlich von Leeds warf jedoch in den folgenden Jahren weniger Gewinn ab als erwartet und so musste der Abschnitt Leeds–Farmington 1865 an die neu gegründete Leeds and Farmington Railroad verkauft werden, die sie jedoch an die Androscoggin Railroad verpachtete. Am 29. Juni 1871 pachtete die Maine Central Railroad, die aus der Androscoggin&Kennebec hervorgegangen war, die gesamte Strecke. Sie spurte die Hauptstrecke Cumberland Center–Bangor wenige Jahre später ebenfalls auf Normalspur um. Infolgedessen nahm der Verkehr zwischen Leeds Junction und Crowleys Junction rapide ab, da die Strecke über Danville nach Portland deutlich kürzer war. Im gleichen Jahr kaufte die MEC die Leeds&Farmington und am 19. August 1911 auch die Androscoggin Railroad.
Bereits im Juni 1932 wurde der spärliche Personenverkehr sowie der durchgehende Güterverkehr zwischen Leeds Junction und Crowleys Junction eingestellt. In der Folgezeit wurden auf dem Abschnitt Waggons abgestellt. 1938 endete dies und die Strecke wurde daraufhin abgebaut. Auch zwischen Brunswick und Crowleys Junction endete schon 1933 der Personenverkehr. Zwischen Leeds Junction und Farmington verkehrten noch bis 1956 Personenzüge. Der Güterverkehr zwischen Livermore Falls und Farmington endete 1982, die Strecke wurde danach stillgelegt und abgebaut. Auf den übrigen Abschnitten betreibt seit 1981 die Guilford Transportation, ab 2006 unter dem Namen Pan Am Railways, den Güterverkehr.

## Streckenbeschreibung
Die Strecke zweigt am ehemaligen Keilbahnhof Brunswick aus der Bahnstrecke Portland–Rockland ab und führt nach Norden. Sie überquert direkt nördlich des Bahnhofs den Androscoggin River und verläuft weiterhin an dessen östlichem Ufer. Nördlich von Lisbon Falls verlässt die Trasse den Fluss und führt weiter nordwärts. In South Lewiston zweigt eine kurze Stichstrecke nach Lewiston ab, die noch heute befahren wird. Ab hier ist die Strecke stillgelegt. Die Trasse verläuft nordwärts bis zur Südspitze des Sabattus Pond, an dessen östlichem Ufer die Bahn entlangführt. In Sabattus ist die Strecke teilweise durch Straßenzüge überbaut. 
Einige Kilometer nördlich des Sees kreuzt die Trasse die Bahnstrecke Cumberland Center–Bangor. Heute ist Leeds Junction ein Gleisdreieck. In Leeds berührt die Bahn den Androscoggin Lake. Ein Stück weiter nördlich erreicht sie wieder den Androscoggin River. Sie folgt ihm bis Livermore Falls. Hier zweigt eine Verbindungsbahn in Richtung Rumford ab, die heute die einzige Verbindung dorthin darstellt. Die Strecke nach Farmington ist ab hier stillgelegt. Sie folgt noch bis Jay dem Fluss, führt ab dort jedoch weiter nach Norden. Bei Wilton biegt die Trasse nach Nordosten ab und führt parallel zum U.S. Highway 2 bis Farmington. Kurz vor dem Endbahnhof überquert sie den Sandy River. Die Brücke wurde nach Stilllegung der Strecke abgerissen. Farmington war bis 1935 auch der Endpunkt der Sandy River and Rangeley Lakes Railroad, einer Schmalspurbahn in 610 Millimetern Spurweite, die ein ausgedehntes Netz nördlich von Farmington betrieb.